# Завръщане (филм, 2019)
„Завръщане“ е български игрален филм от 2019 г. с режисура и сценарий на Николай Илиев.
През 2022 г. излиза продължението на филма „Завръщане 2“.

## Премиера
Премиерата на филма е на 18 октомври 2019 г.

## Сюжет
Точно 25 години след паметното футболно лято на България през 94-та, трима приятели се завръщат у дома от всички краища на света, за да помогнат на друг свой приятел от детството да спаси родната си къща. Алекс трябва да убеди братовчед си Бранимир да не загърбва завета на дядо им, като събори фамилния им дом и построи на негово място модерна бизнес сграда. Единственият начин за това е приятелите от детството да се обединят отново и да победят професионалния отбор на Бранимир в градския маратон. Задачата се оказва изключително трудна, а поредица от безумни случки и абсурдни препятствия поставят на изпитания дългогодишното им приятелство.

## Актьорски състав
- Николай Илиев – Алекс
- Башар Рахал – Бранимир Василев
- Александър Кадиев – Ангел Дамянов „Ачо“
- Орлин Павлов – Виктор
- Бойко Кръстанов – Деян
- Евелин Костова – Дара
- Диляна Попова – Лора
- Райна Караянева – Яна
- Искра Донова – Катя
- Клои Рахал – Карина
- Боян Фераджиев – Ангел
- Йоанна Темелкова – Юлия
- Стефан Данаилов – дядото
- Ралица Добрева – Таня/Ваня
- Зафир Раджаб – продавач в Теленор
- Карла Рахал – лекар
- Димитър Горанов – Кирил
- Станислав Енкин – рефер колоездене
- Слави Панайотов – касиер Петрол
- Ангел Бонев – продавач на колела 1
- Георги Гидиков – продавач на колела 2
- Михаела Бонева – рецепционистка
- Анелия Ташева-Кожухарова – сестрата на баба Радка
- Димитър Кръчмаров – Минувач на тепето
- Къ Шин Ванг – сладоледаджия
- Стелиян Попов – работник 1
- Милен Димитров – работник 2
- Манал Ел-Фейтури – жената на Деян
- Борис Касабов – глас 94-та
- Нели Лишева – бременна жена
- Мартина Стойнова – служителка на банка

## Любопитни факти
Това е последният филм с участието на Стефан Данаилов.